# Pietro degli Angeli
Pietro degli Angeli, nome umanistico Pier Angelio Bargeo, (Barga, 22 aprile 1517 – Pisa, 29 febbraio 1596), è stato un umanista italiano.

## Biografia
Pietro degli Angeli nacque il 22 aprile 1517 a Barga (per questo latinizzò il suo nome in Petrus Angelius Bargaeus), da ser Iacopo di ser Niccolao Angeli. Nel 1529-1530 partecipò alla difesa di Firenze assediata dagli imperiali. Studiò giurisprudenza a Bologna sotto Ugo Buoncompagni, che fu poi eletto papa col nome di Gregorio XIII, e lettere con Romolo Quirino Amaseo. Fu a Venezia presso Guillaume Pellicier, ambasciatore del re di Francia, e a Costantinopoli con Antonio Polin, sempre al servizio della Francia. Più tardi passò al servizio di Alfonso d'Avalos marchese del Vasto, Nel 1546 fu chiamato ad insegnare latino e greco a Reggio Emilia, e nel 1549 si spostò a Pisa, dove fu professore di belle lettere per 17 anni.
Nel 1575 ebbe la cattedra di etica e politica di Aristotele a Roma, presso il cardinale Ferdinando de' Medici, che fu più tardi granduca. Fu onorato e pensionato dal re di Francia Enrico III. Nel marzo 1575 Torquato Tasso lo scelse con Sperone Speroni, Flaminio de' Nobili, Scipione Gonzaga e Silvio Antoniano fra i giudici della sua Gerusalemme liberata. Nel 1588 fu console dell'Accademia Fiorentina. Morì a Pisa il 29 febbraio 1596.
Il Bargeo fu poeta latino di squisita eleganza, facile e chiaro, che ricorda Catullo. Delle sue opere, raccolte una prima volta nel 1585 (Poemata Omnia diligenter ab ipso recognita), meritano una speciale menzione i sei libri Cynegeticon, sulla caccia coi cani, bellissimi, e la Syrias "hoc est expeditio illa celeberrima Christianorum principum, qua Hierosolyma ductu Goffredi Bulionis Lotharingiae Ducis a Turcorum tyrannide liberata est": dodici libri, di cui due erano stati fatti stampare da Enrico III di Francia (Parigi 1582) e che furono definitivamente pubblicati nel 1591; sicché possono dirsi una delle prime imitazioni del poema del Tasso. Nel 1589 pubblicò, insieme con la traduzione in volgare dell'Edipo re di Sofocle e del De elocutione di Demetrio Falereo, un volume di Poesie amorose scritte per Fiammetta Soderini. Scrisse molte altre opere, alcune delle quali ancora inedite.